# Цикеу
Цикеу (рум. Țicău) — село у повіті Марамуреш в Румунії. Адміністративно підпорядковане місту Улмень.
Село розташоване на відстані 397 км на північний захід від Бухареста, 32 км на південний захід від Бая-Маре, 77 км на північ від Клуж-Напоки.

## Населення
За даними перепису населення 2002 року у селі проживали 765 осіб.
Національний склад населення села:
| Національність | Кількість осіб | Відсоток |
| -------------- | -------------- | -------- |
| цигани         | 376            | 49,2%    |
| румуни         | 290            | 37,9%    |
| угорці         | 98             | 12,8%    |

Рідною мовою назвали:
| Мова      | Кількість осіб | Відсоток |
| --------- | -------------- | -------- |
| румунська | 666            | 87,1%    |
| угорська  | 98             | 12,8%    |